# (2379) Heiskanen
(2379) Heiskanen ist ein Asteroid des Hauptgürtels, der am 21. September 1941 von dem finnischen Astronomen Yrjö Väisälä in Turku entdeckt wurde. 
Der Name des Asteroiden erinnert an den finnischen Geodäten und Geophysiker Weikko Aleksanteri Heiskanen.